# Прістерогнат

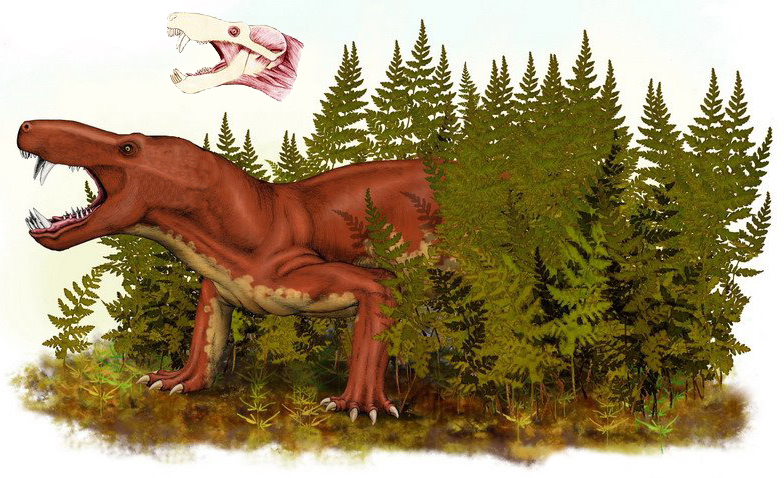
Pristerognathus

Прістерогнат (лат. Pristerognathus, від дав.-гр. πριστήρ γνάθος «пиляючі щелепи») — примітивний  тероцефал пермського періоду. Походить з «середньопермських» відкладень Південної Африки, характеризує однойменну зону відкладень формації Кароо. Раніше геологічна зона Pristerognathus вважалася верхньою частиною зони Tapinocephalus.
Череп низький, довгий, розвинені великі ікла, заіклові зуби відносно нечисленні. Високий сагітальний гребінь. Морда висока, вузька. Зовні, ймовірно, дещо нагадував вовка — з довгими потужними ногами і відносно коротким хвостом. Досить великий хижак, довжина черепа до 30 см, загальна довжина понад 1,5 м. Типовий вид — P. polyodon, описаний Г. Сілі в 1895 р. Найчастіше зображується великий вид P. vanderbyli. Приблизно 5 видів.

## Ресурси Інтернету
- http://www.paleofile.com/Demo/Mainpage/Taxalist/Theriodontia.htm
- Ивахненко М. Ф. Эволюция позднепалеозойских тетрапод как эволюция их биоморф
- https://web.archive.org/web/20080319082341/http://www3.telus.net/therapsid/pristerognathus.htm

| Цератопс | Це незавершена стаття з палеонтології. Ви можете допомогти проєкту, виправивши або дописавши її. |